# Туловище
Туловището (на латински: truncus), наричано още торс, е централната част на много животински тела (включително и човешкото). Към туловището са свързани шията с главата, крайниците (долни и горни) и опашката.

## Части на туловището
- Гръден кош (Thorax)
- Корем (Abdomen)
- Гръб (Dorsum)
- Таз (Pelvis)